# 大孔胶球虫
大孔胶球虫（学名：Collosphaera macropora）为胶球虫科胶球虫属的动物。分布于印度洋以及中国东海等海域。